# Henriette Mikkelsen
Henriette Rønde Mikkelsen (ur. 21 września 1980 roku) – duńska piłkarka ręczna, wielokrotna reprezentantka kraju. Gra na pozycji lewoskrzydłowej. Obecnie występuje w duńskim Viborg HK. Wraz z reprezentacją Danii zdobyła  złoty medal olimpijski w : 2004 roku.

## Kluby
- NIF/FLUIF
- Ikast-Bording EH
- Viborg HK

## Sukcesy

### Reprezentacyjne

#### Igrzyska Olimpijskie
- (2004)

#### Mistrzostwa Świata Juniorek
- (1999)

#### Mistrzostwa Europy
- (2004)

### Klubowe

#### Mistrzostwa Danii
- (2004, 2006, 2008)
- (2002, 2003)

#### Liga Mistrzyń
- (2006, 2009, 2010[1])

#### Puchar EHF
- ,  (2004, 2006)